# Luma
Luma é um género botânico pertencente à família Myrtaceae.

## Espécies
- Luma apiculata

É uma espécie arbórea, nativa da região montanhosa central dos Andes, entre o Chile e a Argentina.
- Luma chequen

É uma espécie arbustiva (raramente arbórea), de folha persistente, na tiva da mesma região que Luma apiculata.